# Jenny Haniver

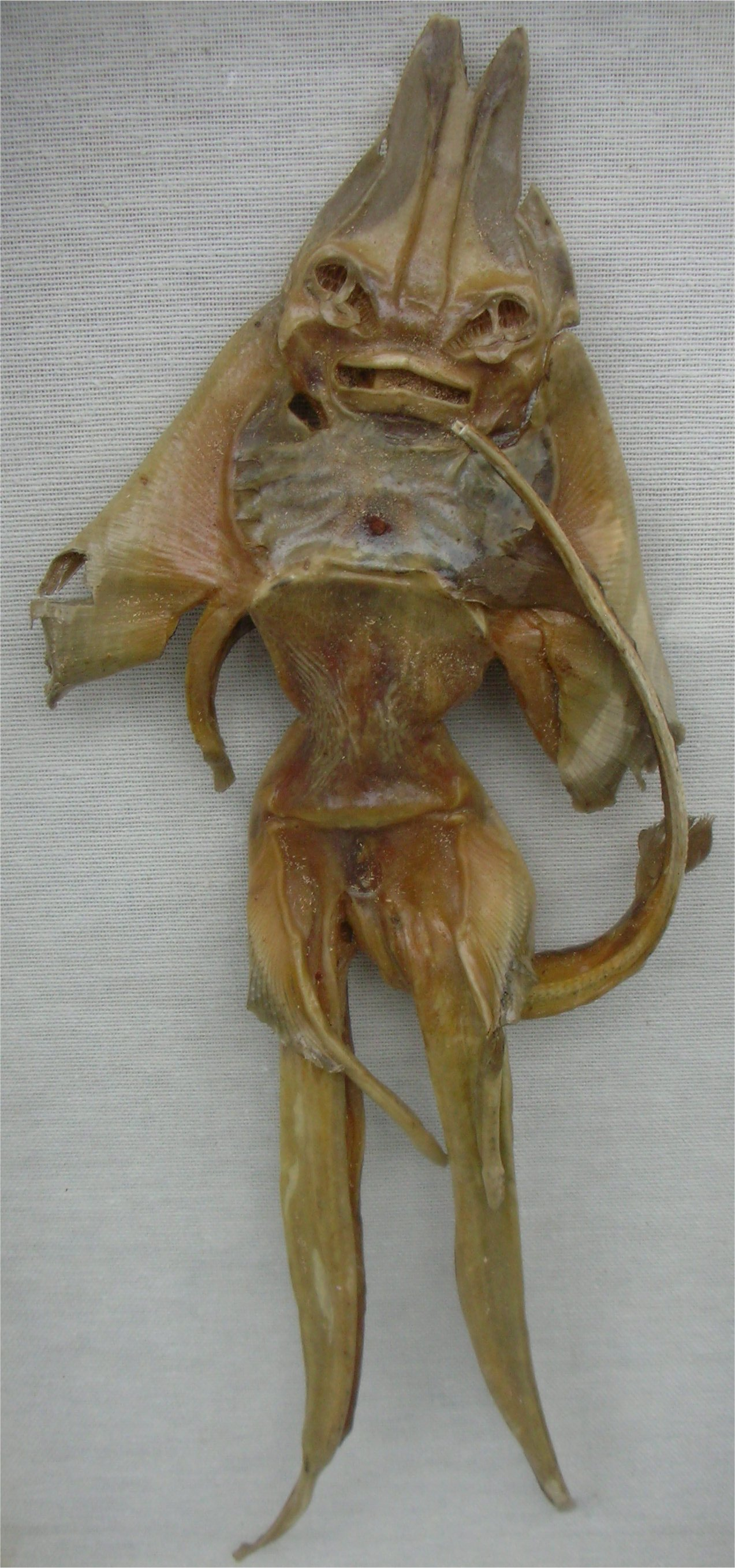
En Jenny Haniver. Större delen av "vingarna" (bröstfenorna) har skurits bort, bukfenorna har lämnats kvar som "ben" och "ögonen" är egentligen rockans näsborrar.

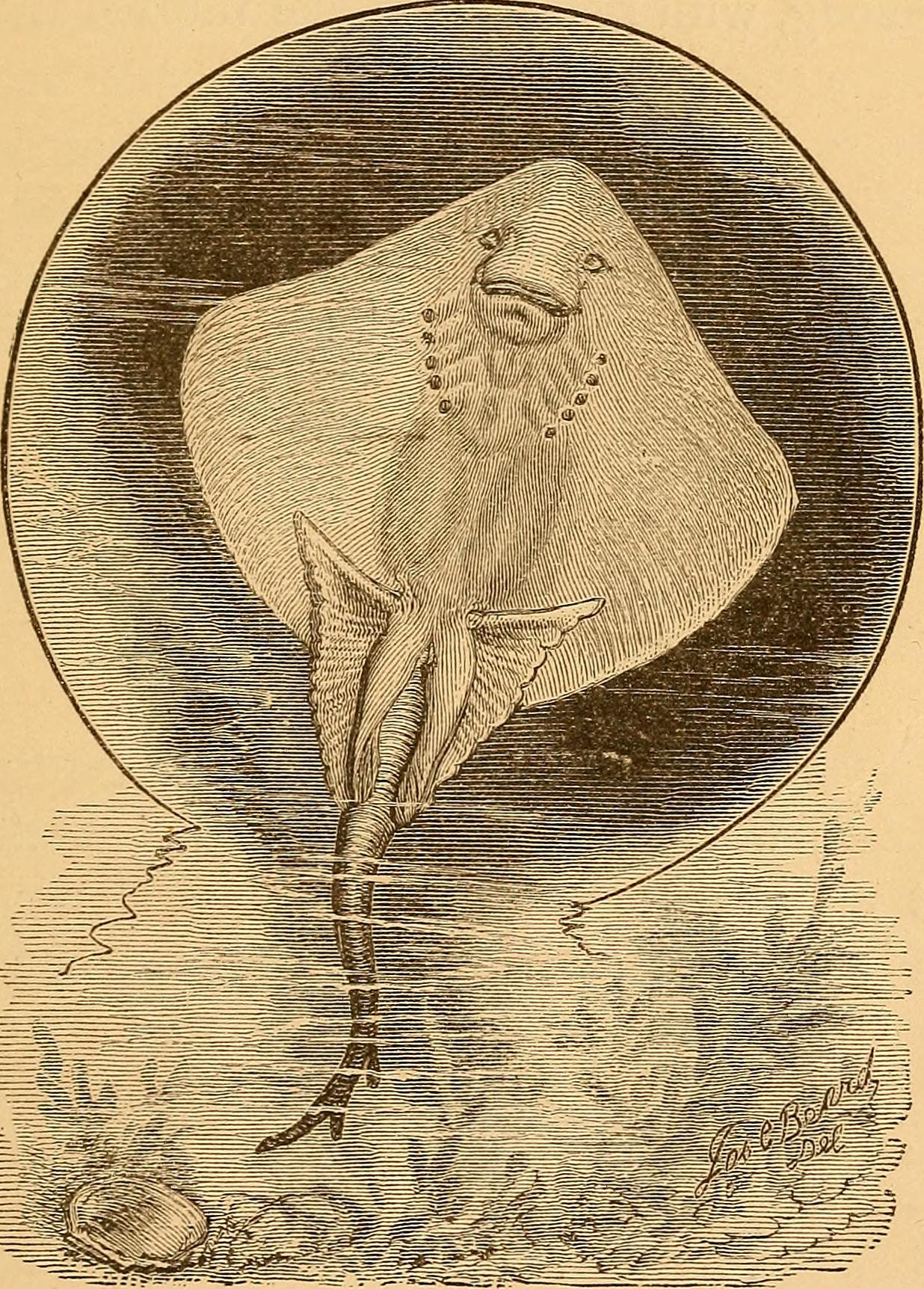
En rocka sedd underifrån, utgångsmaterialet för en Jenny Haniver.

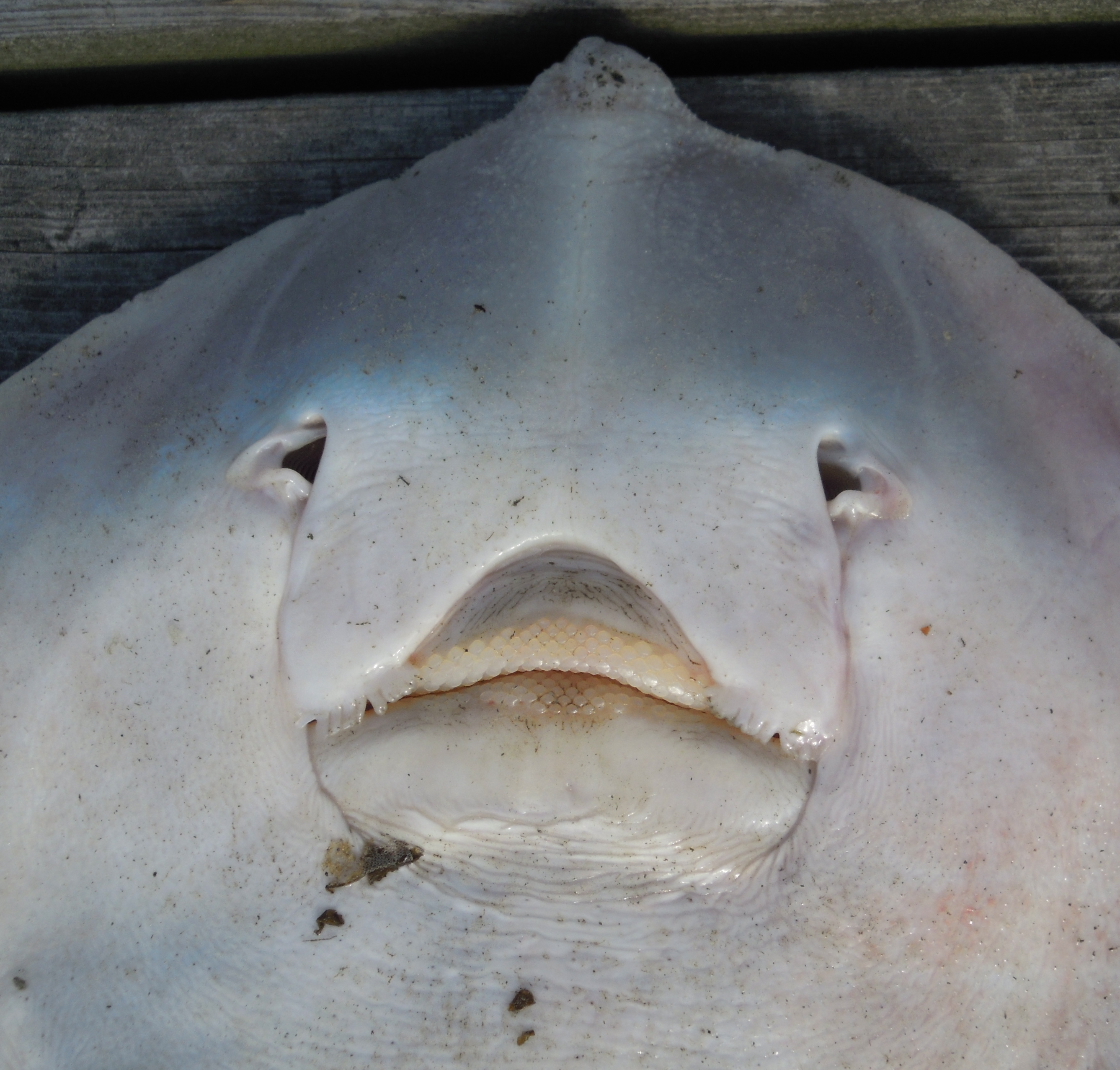
Huvudet på en klorocka sett underifrån liknar ett ansikte.

En Jenny Haniver är ett kadaver av en rocka som modifierats och sedan torkats, för att ge ett groteskt konserverat exemplar.

## Namn
En hypotes om namnets ursprung är att det kommer från franskans jeune d'Anvers (en ung person från Antwerpen) och att brittiska sjömän gjort om detta till personnamnet "Jenny Haniver". De har ofta också kallats "Jenny Haviers".

## Historia
Jenny Hanivers har tillverkats för att likna djävlar, änglar och drakar. Vissa författare har föreslagit att sjömunken kan ha varit en Jenny Haniver.
Den tidigast kända bilden förekommer i Konrad Gesners Historia Animalium vol. IV från 1558. Gesner varnade för att dessa bara var vanställda rockor och inte skulle misstagas för miniatyrdrakar eller monster, vilket var en allmän missuppfattning vid den tiden. Ulisse Aldrovandi beskriver i De piscibus libri V, et De cetis lib. unus (utgiven postumt 1613) en Draco effectius ex raia ("en drake gjord av en rocka").
Den vanligaste vanföreställningen var att de var basilisker. Eftersom basilisker dödade vid blotta anblicken visste ingen hur en sådan såg ut.
I Veracruz anses Jenny Hanivers ha magiska krafter och används av curanderos i deras ritualer Den här traditionen kan ha sitt ursprung i Japan där förfalskade ningyo, som påminner om Fiji-sjöjungfrur (framdelen av en apa som sytts fast vid bakdelen av en fisk och sedan torkats), förvaras i tempel.

## Galleri

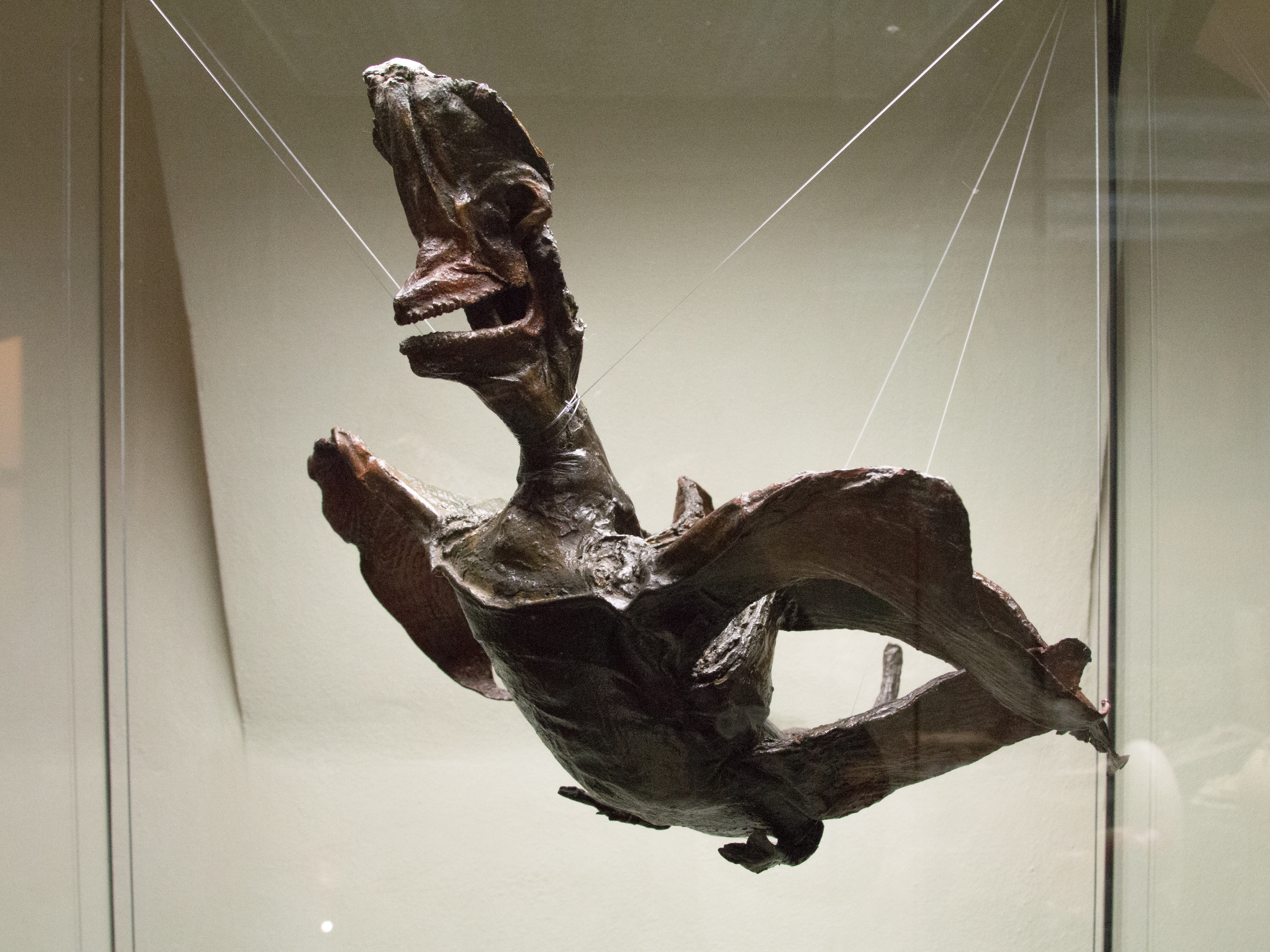
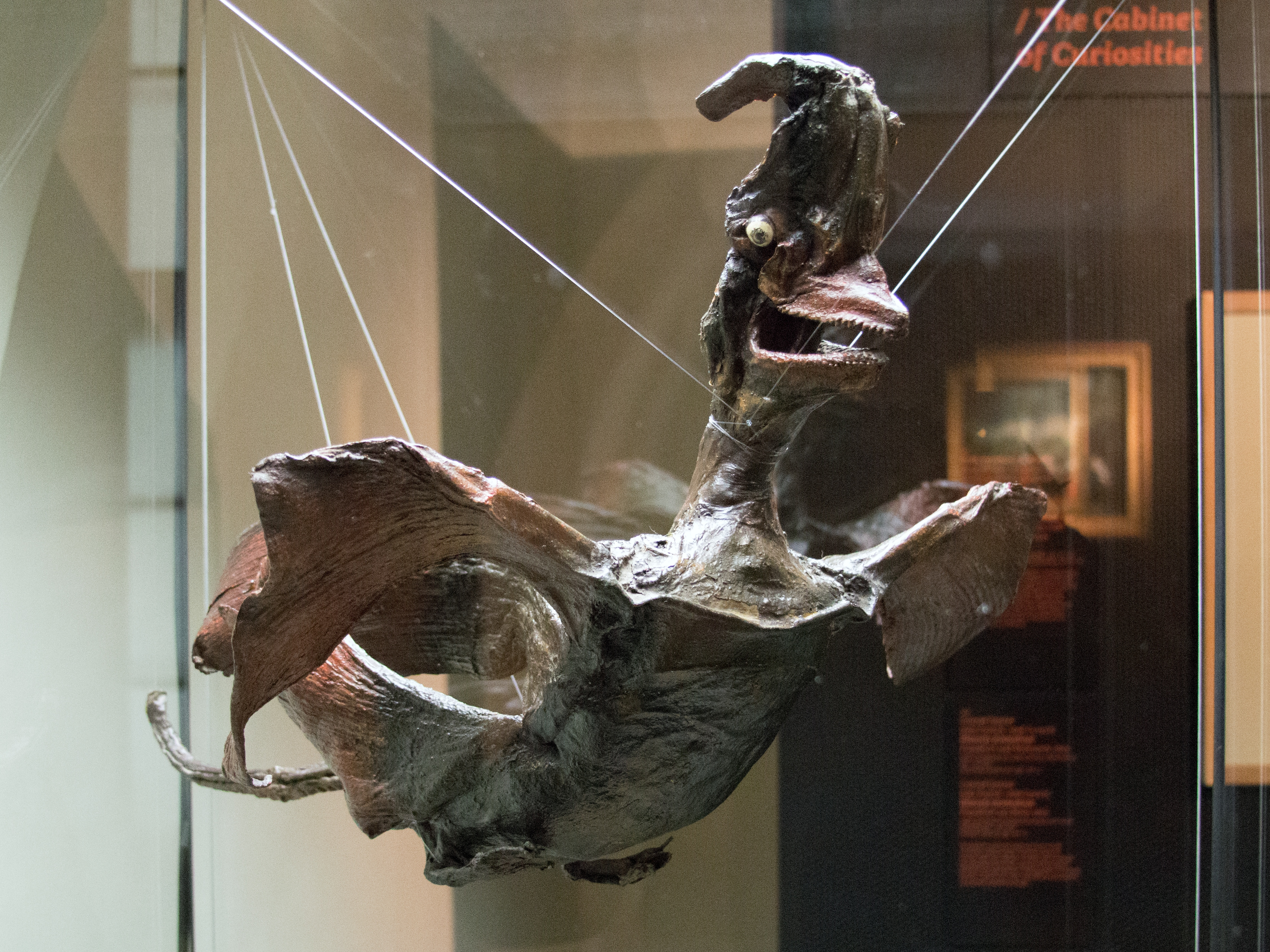
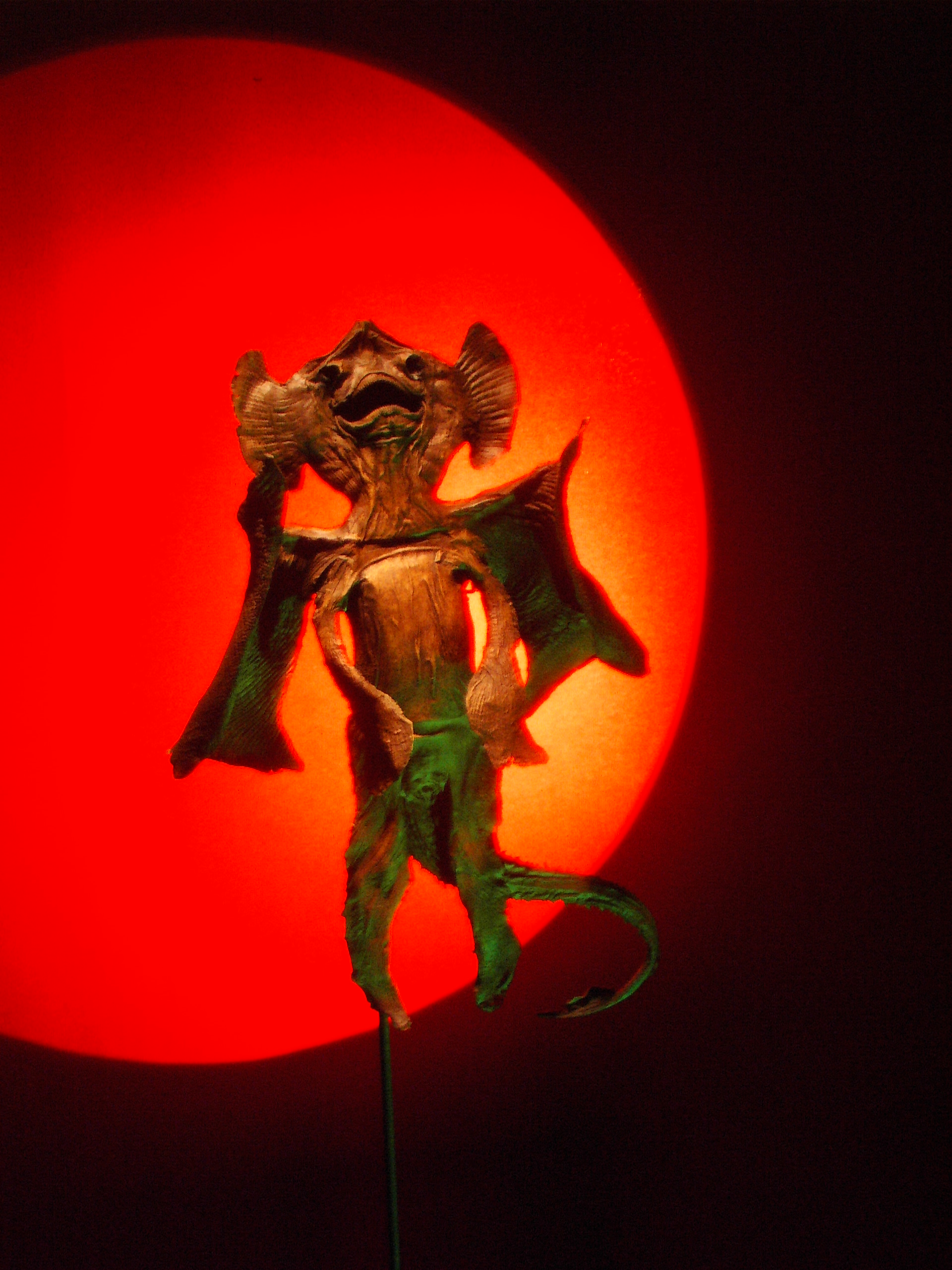
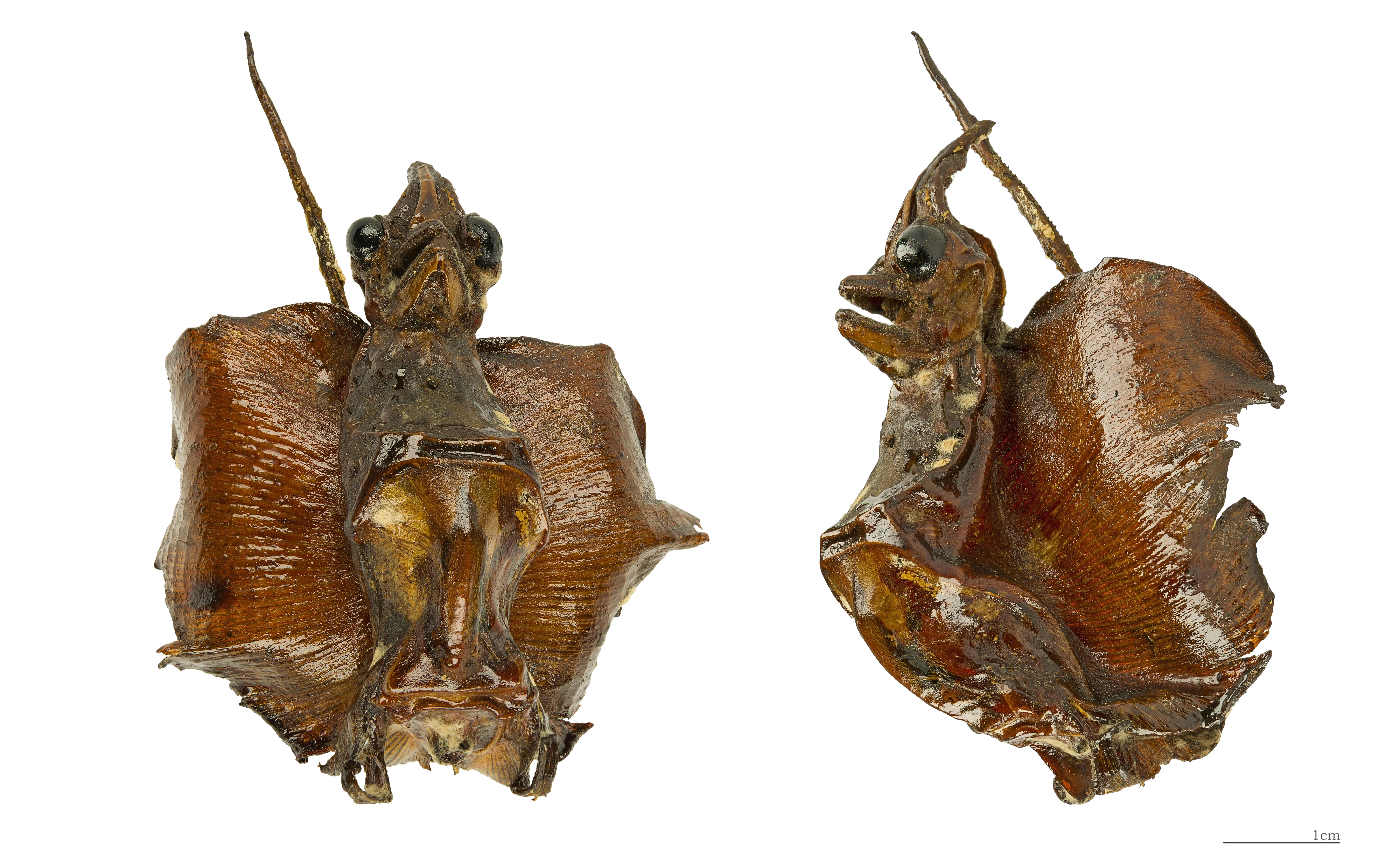
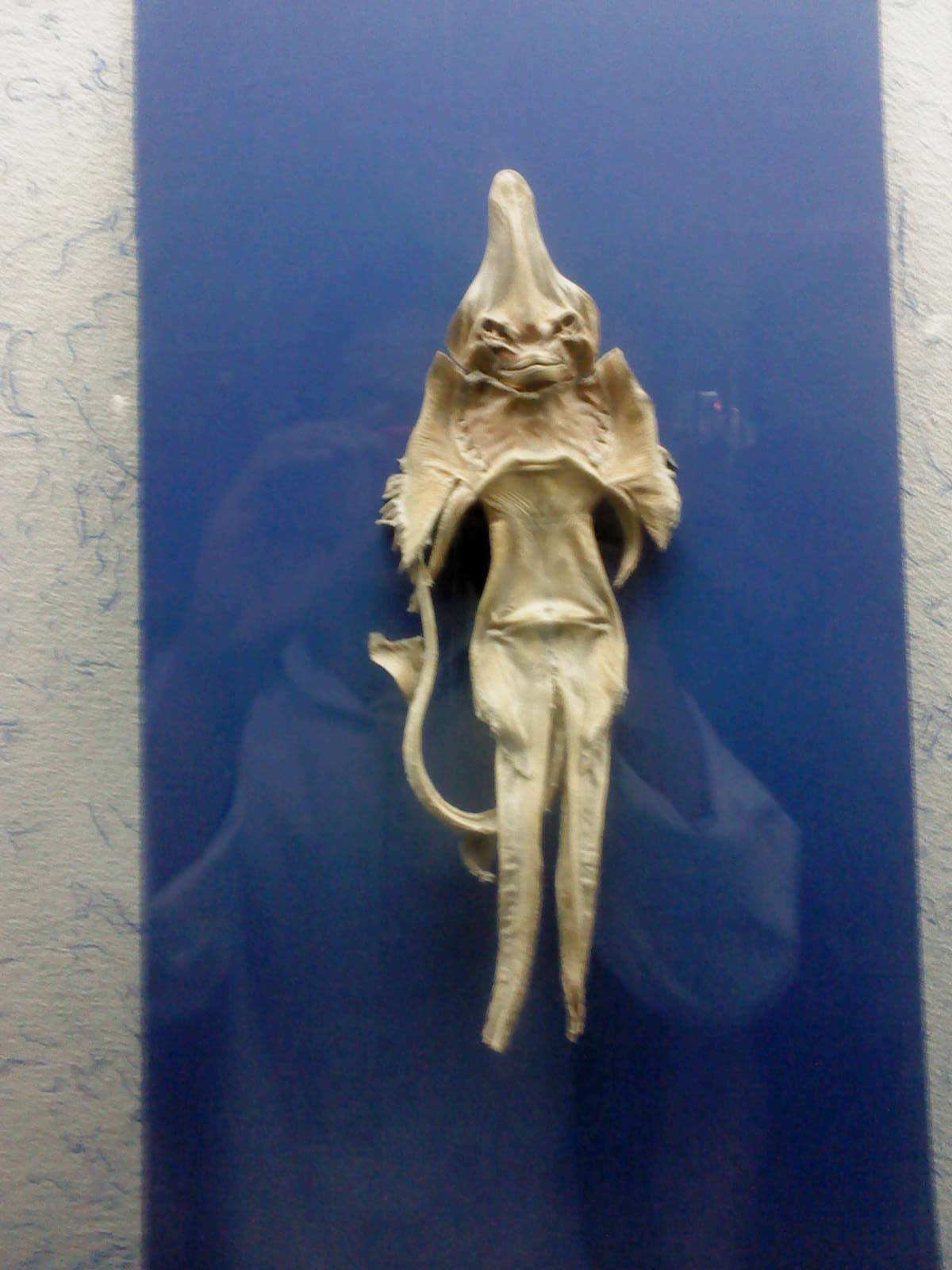

Den här artikeln är helt eller delvis baserad på material från engelskspråkiga Wikipedia.